# Amphidoxa
Amphidoxa là một chi thực vật có hoa trong họ Cúc (Asteraceae).

## Loài
Chi Amphidoxa gồm các loài: